# Proiezione conica conforme di Lambert
La proiezione conica conforme di Lambert è uno dei diversi sistemi di proiezione sviluppato da Johann Heinrich Lambert, matematico, fisico, filosofo e astronomo svizzero del XVIII secolo.
Una proiezione conica conforme di Lambert viene spesso utilizzata nelle carte aeronautiche: essa sovrappone un cono alla sfera terrestre, con due paralleli di riferimento che la intersecano. Così facendo viene minimizzata la distorsione derivante dal proiettare superfici tridimensionali su due dimensioni: non c'è distorsione lungo i paralleli di riferimento, mentre la stessa aumenta man mano che ci si allontana da essi. Come specificato dal nome, le carte che utilizzano questo tipo di proiezione sono conformi (cioè hanno modulo di deformazione lineare costante e modulo di deformazione angolare nullo). Questo tipo di carta è chiamata appunto Carta di Lambert o carta conica secante isogona.
Come si può notare dalla figura, i paralleli si trasformano in archi di circonferenze concentriche, mentre i meridiani si trasformano in semirette radiali a distanza costante, equidistanti su uno o due paralleli base.
Gli aviatori preferiscono queste carte perché una linea retta disegnata su una proiezione conica conforme di Lambert è una buona approssimazione della rotta relativa al cerchio massimo tra i due punti di partenza e di arrivo. L'Agenzia europea dell'ambiente ne raccomanda l'uso per mappe conformi pan-europee per scale non maggiori di 1:500 000.

## Trasformate
Le coordinate sferiche possono essere trasformate nelle coordinate di proiezione conica conforme di Lambert con le seguenti formule, in cui λ è la longitudine, λ0 la longitudine di riferimento, φ la latitudine, φ0 la latitudine di riferimento e φ1 e φ2 le parallele di riferimento:
{\displaystyle x=\rho \sin[n(\lambda -\lambda _{0})]}
{\displaystyle y=\rho _{0}-\rho \cos[n(\lambda -\lambda _{0})]}
dove
{\displaystyle n={\frac {\ln(\cos \phi _{1}\sec \phi _{2})}{\ln[\tan({\frac {1}{4}}\pi +{\frac {1}{2}}\phi _{2})\cot({\frac {1}{4}}\pi +{\frac {1}{2}}\phi _{1})]}}}
{\displaystyle \rho =F\cot ^{n}({\frac {1}{4}}\pi +{\frac {1}{2}}\phi )}
{\displaystyle \rho _{0}=F\cot ^{n}({\frac {1}{4}}\pi +{\frac {1}{2}}\phi _{0})}
{\displaystyle F={\frac {\cos \phi _{1}\tan ^{n}({\frac {1}{4}}\pi +{\frac {1}{2}}\phi _{1})}{n}}}